# Charles Bolden
Charles Bolden (Columbia, 19 agosto 1946) è un militare e astronauta statunitense, amministratore della NASA dal 17 luglio 2009 al 20 gennaio 2017.
Dopo essersi diplomato nel 1968 alla United States Naval Academy, divenne un aviatore nella marina e un pilota collaudatore. Dopo il servizio con la NASA, è diventato vice comandante dei cadetti all'accademia. Bolden è l'ospite virtuale dell'attrazione Shuttle Launch Experience al Kennedy Space Center.
Il 23 maggio 2009, il Presidente Barack Obama ha annunciato la nomina di Bolden come Amministratore della NASA e di Lori Garver come vice amministratore. Bolden è stato confermato al senato il 15 luglio 2009, ed è il primo afroamericano a guidare l'agenzia in modo permanente.

## Carriera militare

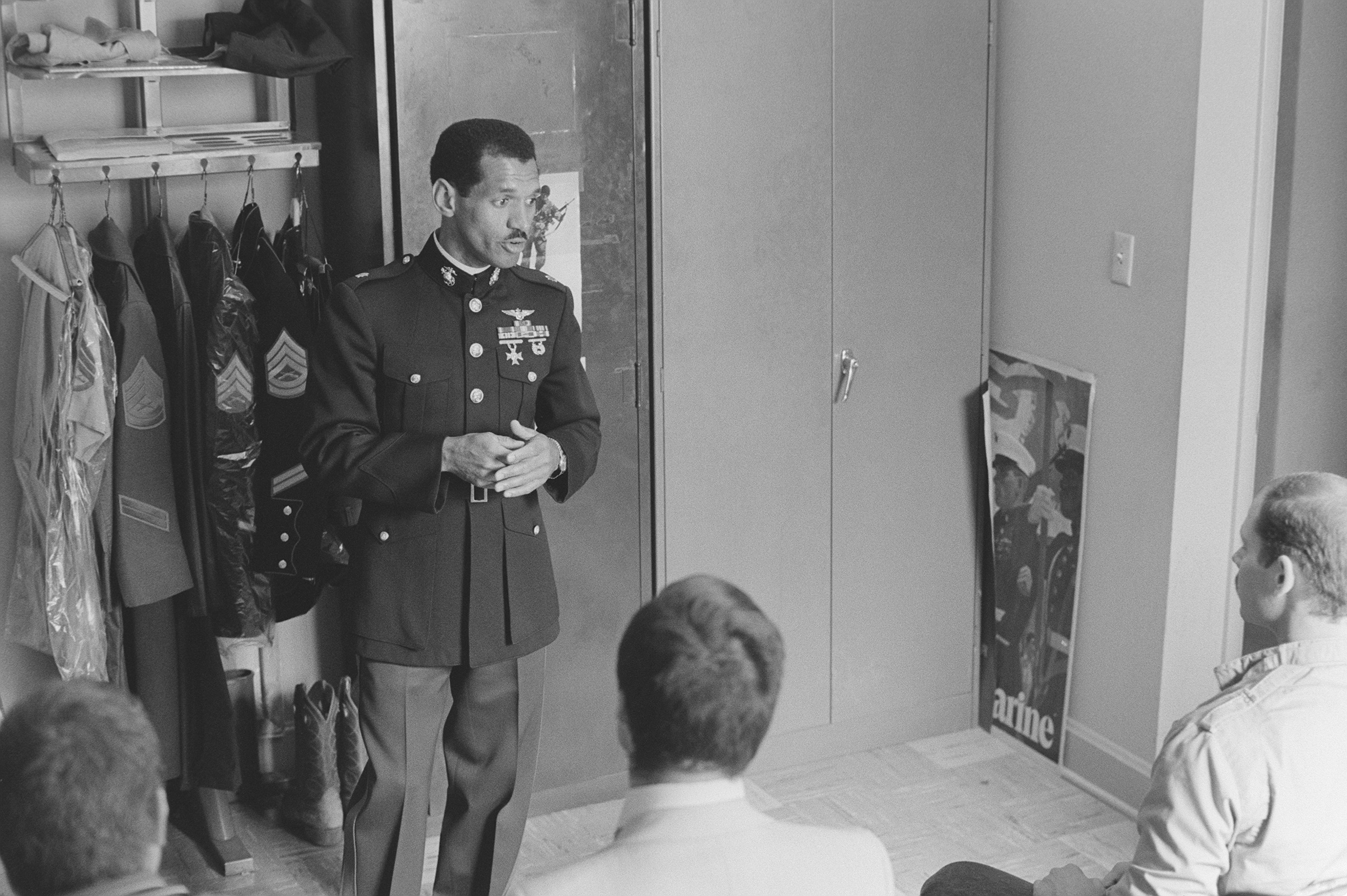
Bolden parla a un incontro sul reclutamento nei Marines nel 1982.

Bolden divenne sottotenente dei Marines dopo il diploma all'accademia navale. Seguì l'addestramento di volo a Pensacola, Florida, a Meridian, Mississippi, e Kingsville, Texas, prima di essere nominato aviatore nel maggio 1970. Assegnato alla base di Namphong, in Thailandia, dal giugno 1972 al giugno 1973 volò in più di 100 missioni nel Vietnam del Nord, del Sud, in Laos e in Cambogia pilotando un A-6 Intruder.
Al ritorno in patria, incominciò un tour di due anni come ufficiale selezionatore e reclutatore a Los Angeles, oltre a tre anni in vari compiti presso la base El Toro in California. Nel giugno 1979 si diplomò alla U.S. Naval Test Pilot School a Patuxent River (Maryland) e venne assegnato all'ufficio Naval Air Test Center's Systems Engineering and Strike Aircraft Test, dove pilotò dei velivoli A-6E, EA-6B e A-7C/E.
In totale ha accumulato più di 6 000 ore di volo.
Bolden venne selezionato come astronauta candidato dalla NASA nel 1980. Fu membro del gruppo di astronauti fino al 1994, quando tornò in servizio attivo presso il Corpo del Marines come vice comandante degli allievi all'accademia navale presso Annapolis. Nel luglio 1997 fu promosso a vice comandante generale nel Pacifico. Da febbraio a giugno 1998 servì come comandante generale in supporto all'Operazione Tuono nel Deserto in Kuwait. Nel luglio 1998 fu promosso a maggior generale e assegnato come vice comandante delle forze statunitensi in Giappone.

## Carriera NASA
Selezionato dalla NASA nel maggio 1980, divenne astronauta nell'agosto 1981. I suoi compiti tecnici compresero: Astronaut Office Safety Officer; Technical Assistant to the Director of Flight Crew Operations; Special Assistant to the Director of the Johnson Space Center; Astronaut Office Liaison to the Safety, Reliability and Quality Assurance Directorates del Marshall Space Flight Center e del Kennedy Space Center; Chief of the Safety Division al JSC; Lead Astronaut for Vehicle Test and Checkout al Kennedy e Assistant Deputy Administrator ai NASA Headquarters.
Veterano di quattro voli spaziali, ha accumulato più di 680 ore nello spazio. Ha pilotato lo Shuttle nelle missioni STS-61-C (12 - 18 gennaio 1986) e STS-31 (24 - 29 aprile 1990) ed è stato comandante nelle missioni STS-45 (24 marzo - 2 aprile 1992) e STS-60 (3 - 11 febbraio 1994).
Bolden è stata la prima persona a testare il sistema di fuga rapida dallo Space Shuttle presente nel complesso di lancio 39. La necessità di un test era dovuta al lancio annullato della missione STS-41-D.
STS-61-C Space Shuttle Columbia - durante la missione di sei giorni, l'equipaggio lanciò il satellite SATCOM KU e condusse esperimenti di astrofisica. Lo Shuttle venne lanciato dal Kennedy Space Center in Florida il 12 gennaio 1986. La missione si concluse dopo 96 orbite, con l'atterraggio notturno alla base di Edwards.
STS-31 Space Shuttle Discovery - lanciato il 24 aprile 1990 dal Kennedy Space Center. Durante la missione di cinque giorni, l'equipaggio mise in orbita il Telescopio Spaziale Hubble e condusse vari esperimenti. Inoltre vennero impiegate diverse telecamere, tra cui due di tipo IMAX nella cabina e nella stiva di carico, per l'osservazione della Terra da una altezza di oltre 400 miglia (644 km). Dopo 75 orbite, il Discovery atterrò alla base di Edwards.
STS-45 - Bolden fu il comandante della missione a bordo dello Space Shuttle Atlantis, lanciato il 24 marzo 1992 dal Kennedy Space Center. La missione fu la prima della serie Mission to Planet della NASA. Attraverso lo Spacelab, in nove giorni l'equipaggio condusse dodici esperimenti nel laboratorio ATLAS-1 (Atmospheric Laboratory for Applications and Science). Questi esperimenti compresero misurazioni delle proprietà chimico/fisiche dell'atmosfera, che ampliarono la comprensione degli scienziati sul clima. Inoltre, per la prima volta venne impiegato un flusso di elettroni per creare la prima aurora artificiale. Dopo 143 orbite, l'Atlantis atterrò al Kennedy Space Center il 2 aprile 1992.
STS-60 - Bolden fu il comandante a bordo del Discovery nella prima storica missione congiunta russo/statunitense, dove prese parte in qualità di specialista di missione un cosmonauta russo. Lo Shuttle trasportò lo SPace Habitation Module-2 (SpaceHab-2) e la Wake Sjield Facility-01 (WFS-1). Dopo 130 orbite della Terra, lo Shuttle atterrò l'11 febbraio al Kennedy Space Center.